# Rußbach am Paß Gschütt
Rußbach am Paß Gschütt é um município da Áustria, situado no distrito de Hallein, no estado de Salzburgo. Tem 34,04 km² de área e sua população em 2019 foi estimada em 772 habitantes.